# Indus-Waterverdrag

Indus en bijrivieren

Het Indus-Waterverdrag is een verdrag tussen India en Pakistan over de verdeling van de gebruiksrechten voor de Indus en haar bijrivieren.  
Het verdrag kwam tot stand door bemiddeling van de Wereldbank (toen nog de IBRD), werd op 19 september 1960 ondertekend, en op 12 januari 1961 geratificeerd.
Volgens het verdrag verkrijgt Pakistan het beheer over de drie westelijke rivieren, de Indus, Jhelum en Chenab, terwijl India het beheer krijgt over de drie oostelijke rivieren, de Beas, de Ravi, en de Sutlej.
De bovenloop van de aan Pakistan toegewezen rivieren stroomt echter eerst door India, dat volgens het verdrag het recht heeft een deel van het water uit die rivieren te gebruiken. Hoewel dit in het verleden heeft geleid tot betwistingen, wordt het verdrag algemeen beschouwd als een van de meest succesvolle internationale waterverdragen, al wordt deze mening niet overal in India en in Pakistan gedeeld. Bovendien vormen de huidige strubbelingen tussen beide landen een hinderpaal voor een aanpassing van het verdrag, met name inzake klimaatverandering,  